# 2024-es labdarúgó-Európa-bajnokság (selejtező – H csoport)
A 2024-es labdarúgó-Európa-bajnokság selejtezőjének H csoportjának mérkőzéseit tartalmazó lapja.
A csoportban hat válogatott, Dánia, Finnország, Szlovénia, Kazahsztán, Észak-Írország és San Marino szerepelt. A csapatok oda-visszavágós körmérkőzéses rendszerben mérkőztek egymással. Az első két helyezett kijutott az Európa-bajnokságra. A pótselejtező résztvevői a 2022–2023-as Nemzetek Ligájában elért eredmények alapján dőltek el.

## Tabella
| Hely. | Csapat         | M  | Gy | D | V  | G+ | G– | Gk  | P  | Továbbjutás                           |     | Dánia | Szlovénia | Finnország | Kazahsztán | Észak-Írország | San Marino |
| ----- | -------------- | -- | -- | - | -- | -- | -- | --- | -- | ------------------------------------- | --- | ----- | --------- | ---------- | ---------- | -------------- | ---------- |
| 1.    | Dánia          | 10 | 7  | 1 | 2  | 19 | 10 | +9  | 22 | Kijutott a 2024-es Európa-bajnokságra |     | —     | 2–1       | 3–1        | 3–1        | 1–0            | 4–0        |
| 2.    | Szlovénia      | 10 | 7  | 1 | 2  | 20 | 9  | +11 | 22 | Kijutott a 2024-es Európa-bajnokságra |     | 1–1   | —         | 3–0        | 2–1        | 4–2            | 2–0        |
| 3.    | Finnország     | 10 | 6  | 0 | 4  | 18 | 10 | +8  | 18 | Pótselejtezőre került                 |     | 0–1   | 2–0       | —          | 1–2        | 4–0            | 6–0        |
| 4.    | Kazahsztán     | 10 | 6  | 0 | 4  | 16 | 12 | +4  | 18 | Pótselejtezőre került                 |     | 3–2   | 1–2       | 0–1        | —          | 1–0            | 3–1        |
| 5.    | Észak-Írország | 10 | 3  | 0 | 7  | 9  | 13 | −4  | 9  |                                       |     | 2–0   | 0–1       | 0–1        | 0–1        | —              | 3–0        |
| 6.    | San Marino     | 10 | 0  | 0 | 10 | 3  | 31 | −28 | 0  |                                       | 1–2 | 0–4   | 0–3       | 0–3        | 0–2        | —              |            |

1. 1 2  Egymás elleni pontszám: Dánia 4, Szlovénia 1
2. 1 2  Gólkülönbség az összes mérkőzésen: Finnország +8, Kazakhsztán +4

## Mérkőzések
A csoportok sorsolását 2022. október 9-én tartották Frankfurtban. A menetrendet az UEFA október 10-én tette közzé. Az időpontok közép-európai idő szerint, zárójelben helyi idő szerint értendők.
| 2023. március 23. 16:00 (21:00 UTC+6) |

| Kazahsztán    | 1–2               | Szlovénia                |
| ------------- | ----------------- | ------------------------ |
| Samorodov 23' | (1–0) Jegyzőkönyv | Brekalo 47' Vipotnik 78' |

| Asztana Arena, Asztana Játékvezető: Glenn Nyberg (svéd) |

| 2023. március 23. 20:45 |

| Dánia                 | 3–1               | Finnország |
| --------------------- | ----------------- | ---------- |
| Højlund 21' 82' 90+3' | (1–0) Jegyzőkönyv | Antman 53' |

| Parken Stadion, Koppenhága Játékvezető: Daniel Siebert (német) |

| 2023. március 23. 20:45 |

| San Marino | 0–2               | Észak-Írország     |
| ---------- | ----------------- | ------------------ |
|            | (0–1) Jegyzőkönyv | D. Charles 24' 55' |

| Olimpiai Stadion, Serravalle Játékvezető: Bogár Gergő (magyar) |

| 2023. március 26. 15:00 (19:00 UTC+6) |

| Kazahsztán                                             | 3–2               | Dánia           |
| ------------------------------------------------------ | ----------------- | --------------- |
| Zaynutdinov 73' (11-esből) Tagybergen 86' Aymbetov 89' | (0–2) Jegyzőkönyv | Højlund 21' 35' |

| Asztana Arena, Asztana Játékvezető: Novak Simović (szerb) |

| 2023. március 26. 18:00 |

| Szlovénia                     | 2–0               | San Marino |
| ----------------------------- | ----------------- | ---------- |
| Šeško 56' Di Maio 60' (öngól) | (0–0) Jegyzőkönyv |            |

| Stožice Stadion, Ljubljana Játékvezető: Nathan Verboomen (belga) |

| 2023. március 26. 20:45 (19:45 UTC+1) |

| Észak-Írország | 0–1               | Finnország  |
| -------------- | ----------------- | ----------- |
|                | (0–1) Jegyzőkönyv | Källman 28' |

| Windsor Park, Belfast Játékvezető: Ivan Kružliak (szlovák) |

| 2023. június 16. 18:00 (19:00 UTC+3) |

| Finnország                | 2–0               | Szlovénia |
| ------------------------- | ----------------- | --------- |
| Pohjanpalo 13' Antman 64' | (1–0) Jegyzőkönyv |           |

| Olimpiai Stadion, Helsinki Játékvezető: Guillermo Cuadra Fernández (spanyol) |

| 2023. június 16. 20:45 |

| Dánia    | 1–0               | Észak-Írország |
| -------- | ----------------- | -------------- |
| Wind 47' | (0–0) Jegyzőkönyv |                |

| Parken Stadion, Koppenhága Játékvezető: Daniel Stefański (lengyel) |

| 2023. június 16. 20:45 |

| San Marino | 0–3               | Kazahsztán                                                 |
| ---------- | ----------------- | ---------------------------------------------------------- |
|            | (0–1) Jegyzőkönyv | Vorogovsky 37' Tagybergen 64' (11-esből) Zaynutdinov 90+5' |

| Ennio Tardini Stadion, Parma (Olaszország) Játékvezető: Anastasios Papapetrou (görög) |

| 2023. június 19. 20:45 (21:45 UTC+3) |

| Finnország                                          | 6–0               | San Marino |
| --------------------------------------------------- | ----------------- | ---------- |
| Kamara 16' Källman 39' Håkans 65' 72' 74' Pukki 76' | (2–0) Jegyzőkönyv |            |

| Olimpiai Stadion, Helsinki Játékvezető: Genc Nuza (koszovói) |

| 2023. június 19. 20:45 (19:45 UTC+1) |

| Észak-Írország | 0–1               | Kazahsztán   |
| -------------- | ----------------- | ------------ |
|                | (0–0) Jegyzőkönyv | Aymbetov 88' |

| Windsor Park, Belfast Játékvezető: Roi Reinshreiber (izraeli) |

| 2023. június 19. 20:45 |

| Szlovénia  | 1–1               | Dánia       |
| ---------- | ----------------- | ----------- |
| Šporar 25' | (1–1) Jegyzőkönyv | Højlund 42' |

| Stožice Stadion, Ljubljana Játékvezető: François Letexier (francia) |

| 2023. szeptember 7. 16:00 (20:00 UTC+6) |

| Kazahsztán | 0–1               | Finnország |
| ---------- | ----------------- | ---------- |
|            | (0–0) Jegyzőkönyv | Antman 78' |

| Asztana Aréna, Asztana Játékvezető: Radu Petrescu (román) |

| 2023. szeptember 7. 20:45 |

| Dánia                                         | 4–0               | San Marino |
| --------------------------------------------- | ----------------- | ---------- |
| Højbjerg 26' Mæhle 28' Wind 40' Eriksen 90+3' | (3–0) Jegyzőkönyv |            |

| Parken Stadion, Koppenhága Játékvezető: Vitālijs Spasjoņņikovs (lett) |

| 2023. szeptember 7. 20:45 |

| Szlovénia                                 | 4–2               | Észak-Írország     |
| ----------------------------------------- | ----------------- | ------------------ |
| Šporar 3' 56' Evans 17' (öngól) Šeško 42' | (3–1) Jegyzőkönyv | Price 7' Evans 53' |

| Stožice Stadion, Ljubljana Játékvezető: Marco Guida (olasz) |

| 2023. szeptember 10. 15:00 (19:00 UTC+6) |

| Kazahsztán    | 1–0               | Észak-Írország |
| ------------- | ----------------- | -------------- |
| Samorodov 27' | (1–0) Jegyzőkönyv |                |

| Asztana Aréna, Asztana Játékvezető: Daniel Schlager (német) |

| 2023. szeptember 10. 18:00 (19:00 UTC+3) |

| Finnország | 0–1               | Dánia        |
| ---------- | ----------------- | ------------ |
|            | (0–0) Jegyzőkönyv | Højbjerg 86' |

| Olimpiai Stadion, Helsinki Játékvezető: Szymon Marciniak (lengyel) |

| 2023. szeptember 10. 20:45 |

| San Marino | 0–4               | Szlovénia                                       |
| ---------- | ----------------- | ----------------------------------------------- |
|            | (0–2) Jegyzőkönyv | Vipotnik 4' Mlakar 16' Lovrić 61' Karničnik 67' |

| Olimpiai Stadion, Serravalle Játékvezető: Mikola Balakin (ukrán) |

| 2023. október 14. 15:00 (14:00 UTC+1) |

| Észak-Írország                      | 3–0               | San Marino |
| ----------------------------------- | ----------------- | ---------- |
| Smyth 5' Magennis 11' McMenamin 81' | (2–0) Jegyzőkönyv |            |

| Windsor Park, Belfast Játékvezető: Bram Van Driessche (belga) |

| 2023. október 14. 18:00 |

| Szlovénia                            | 3–0               | Finnország |
| ------------------------------------ | ----------------- | ---------- |
| Šeško 16' (11-esből) 28' Janža 90+2' | (2–0) Jegyzőkönyv |            |

| Stožice Stadion, Ljubljana Játékvezető: Daniele Orsato (olasz) |

| 2023. október 14. 20:45 |

| Dánia                   | 3–1               | Kazahsztán     |
| ----------------------- | ----------------- | -------------- |
| Wind 36' Skov 45+1' 48' | (2–0) Jegyzőkönyv | Vorogovsky 58' |

| Parken Stadion, Koppenhága Játékvezető: Michael Oliver (angol) |

| 2023. október 17. 20:45 (21:45 UTC+3) |

| Finnország | 1–2               | Kazahsztán                     |
| ---------- | ----------------- | ------------------------------ |
| Taylor 28' | (1–0) Jegyzőkönyv | Zaynutdinov 77' (11-esből) 89' |

| Olimpiai Stadion, Helsinki Játékvezető: Irfan Peljto (bosznia-hercegovinai) |

| 2023. október 17. 20:45 (19:45 UTC+1) |

| Észak-Írország | 0–1               | Szlovénia       |
| -------------- | ----------------- | --------------- |
|                | (0–1) Jegyzőkönyv | Gnezda Čerin 5' |

| Windsor Park, Belfast Játékvezető: István Kovács (román) |

| 2023. október 17. 20:45 |

| San Marino    | 1–2               | Dánia                   |
| ------------- | ----------------- | ----------------------- |
| Golinucci 61' | (0–1) Jegyzőkönyv | Højlund 42' Poulsen 70' |

| Olimpiai Stadion, Serravalle Játékvezető: Viktor Kopiievskyi (ukrán) |

| 2023. november 17. 16:00 (21:00 UTC+6) |

| Kazahsztán                                  | 3–1               | San Marino    |
| ------------------------------------------- | ----------------- | ------------- |
| Chesnokov 19' 51' Aymbetov 90+2' (11-esből) | (1–0) Jegyzőkönyv | Franciosi 60' |

| Asztana Aréna, Asztana Játékvezető: Harald Lechner (osztrák) |

| 2023. november 17. 18:00 (19:00 UTC+2) |

| Finnország                                             | 4–0               | Észak-Írország |
| ------------------------------------------------------ | ----------------- | -------------- |
| Pohjanpalo 42' (11-esből) Håkans 48' Pukki 74' Lod 88' | (1–0) Jegyzőkönyv |                |

| Olimpiai Stadion, Helsinki Játékvezető: Aliyar Aghayev (azeri) |

| 2023. november 17. 20:45 |

| Dánia                 | 2–1               | Szlovénia |
| --------------------- | ----------------- | --------- |
| Mæhle 26' Delaney 54' | (1–1) Jegyzőkönyv | Janža 30' |

| Parken Stadion, Koppenhága Játékvezető: José María Sánchez Martínez (spanyol) |

| 2023. november 20. 20:45 (19:45 UTC±0) |

| Észak-Írország        | 2–0               | Dánia |
| --------------------- | ----------------- | ----- |
| Price 60' Charles 81' | (0–0) Jegyzőkönyv |       |

| Windsor Park, Belfast Játékvezető: Jérôme Brisard (francia) |

| 2023. november 20. 20:45 |

| San Marino               | 1–2               | Finnország    |
| ------------------------ | ----------------- | ------------- |
| Berardi 90+7' (11-esből) | (0–0) Jegyzőkönyv | Soiri 50' 58' |

| Olimpiai Stadion, Serravalle Játékvezető: Manfredas Lukjančukas (litván) |

| 2023. november 20. 20:45 |

| Szlovénia                       | 2–1               | Kazahsztán |
| ------------------------------- | ----------------- | ---------- |
| Šeško 41' (11-esből) Verbič 86' | (1–0) Jegyzőkönyv | Orazov 48' |

| Stožice Stadion, Ljubljana Játékvezető: Szymon Marciniak (lengyel) |